# Cahiers Jean Vilar
 (février 2012).
Les Cahiers Jean Vilar est une revue lancée en 1982 par Paul Puaux et son épouse Melly, sous forme de feuillet au sein de l'Association Jean Vilar. Anciennement les Cahiers de la Maison Jean Vilar, la revue a changé de nom en 2011.
Les Cahiers Jean Vilar analyse la place du théâtre dans la société, et l'enjeu des politiques culturelles.
- Directeur de la rédaction : Jacques Téphany